# Організована злочинність
Організо́вана злочи́нність — це групова діяльність п'яти або більше осіб, яка характеризується ієрархічними зв'язками або особистими відносинами, які дають змогу їхнім ватажкам витягати прибуток або контролювати території та ринки, внутрішні та зовнішні, за допомогою насильства, залякування або корупції як для продовження злочинної діяльності, так і для проникнення у легальну економіку.
Організована злочинність як суспільне явище, а також її визначення як терміна виникло приблизно в 1920-х роках

## Причини виникнення
Світовий досвід свідчить про сукупність певних загальних умов, що мають вплив на динаміку злочинності щодо її зростання кількісно і якісно:
- Застій і розпад економіки:
  - у Італії пригнічення північно-італійською буржуазією зародків промисловості Півдня Італії і Сицилії призвело до зубожіння і деградації Півдня, загострило соціальні суперечності, боротьба селян проти феодального гніту і насильства породила виникнення таємної організації середніх класів для придушення селянських хвилювань, з якої і виросла мафія;
  - у нас цей чинник був посилений на тлі занепаду державної економіки розвитком кооперативного і фермерського руху — тобто утворенням класу підприємців, безпека яких стала їх власною проблемою, що зумовило їх високу віктимність щодо організованої злочинності;
- Розкладання бюрократичного апарату, висока корумпованість органів влади і управління, контрольних органів;
- Загальне падіння моралі серед населення[джерело?], переоцінка моральних цінностей, конфлікт поколінь;
- Наявність заборонених законом видів діяльності, що приносить дохід, — наприклад, проституції або торгівлі предметами, вилученими з цивільного обороту (так звана експлуатація пороку);
  - у Америці могутній імпульс розвитку організованої злочинності надав «сухий закон» — законодавство про заборону на ввезення і продаж спиртних напоїв.

## Історія виникнення
Злочинність існує у світі з найдавніших часів. Досить згадати історію зі Святого Писання про двох братів — Каїна і Авеля. Так само професійна злочинність існує з найдавніших часів — досить згадати грабіжницькі походи вікінгів та інших стародавніх народів у межах населеного світу (ойкумени) стародавніх часів.
Деякі дослідники схильні вважати, що організована злочинність (у сучасному сенсі слова) народилася порівняно нещодавно. Вони вважають, що виникнення організованої злочинності — це якісно новий етап розвитку злочинного світу. Якщо «неорганізовані» злочинці є аутсайдерами суспільства, то діяльність сучасних мафіозі будується в основному по законах бізнесу, і тому вони стали складовим елементом суспільної життєдіяльності. Загальновідомо, що головна мета злочинних організацій — отримання максимальної матеріальної вигоди. У зв'язку з цим доцільно пригадати концепцію М.Вебера про два принципово різних типи «жадання наживи». Авантюристське бажання збагачення (в тому числі шляхом грабежу і крадіжки) спостерігається з якнайдавніших часів. Але тільки в умовах капіталістичного ладу складається відношення до багатства як до закономірного результату раціональної діяльності по виробництву споживчих благ.
Проте насправді організована злочинність явище, яке теж існує з незапам'ятних часів. Досить згадати міжнародну работоргівлю, яка існувала аж до XIX ст. (Стародавня Греція, Стародавній Рим, Візантія, Османська імперія і т. д.), торгівлю наркотиками на державному рівні (опіумні війни в Китаї), торгівлю зброєю (існують згадки з часів Стародавньої Греції і Стародавнього Риму) і т. д.

## Напрямки діяльності
Основними сферами кримінальної активності сучасної організованої злочинності є:
1. Торгівля наркотиками;
2. Контрабанда (тютюнових виробів, сировини, радіоактивних матеріалів тощо);
3. Викрадення та перепродаж автомобілів, антикваріату і культурних цінностей тощо;
4. Незаконний обіг зброї;
5. Вимагання;
6. Торгівля людьми, незаконна імміграція,
7. Експлуатація проституції;
8. Екологічні злочини, наприклад, незаконна утилізація токсичних відходів (зокрема, в міжнародних водах);
9. Фінансові шахрайства наприклад, псевдобанкрутства;
10. Проникнення у сферу легального підприємництва (інвестиції у будівництво, ігорний бізнес і сферу розваг, нерухомість, сільськогосподарські підприємства) і міжнародну фінансову систему, відмивання грошей;
11. Таємна конкуренція у державних конкурсах за різними прибутковими проектами, отримання шляхом підкупу державних контрактів на будівництво, імпорт сировини або товарів, що мають важливе значення для економіки, застосовуючи при цьому спеціальні схеми, які дають злочинцям змогу отримати великий прибуток, наприклад, за рахунок низької якості послуг;
12. Тероризм, піратство.

## Боротьба з організованою злочинністю
У США боротьба з організованою злочинністю, зокрема, з італійською мафією (Коза Ностра) призвела до значного послаблення впливу і активності останньої, головним чином за рахунок вступу в дію «Закону Ріко».

## Організована злочинність в Україні
В Україні початок організованої злочинності традиційно відноситься щонайменше з XIX ст в містах півдня і Сходу — Одесі, Херсоні, Миколаєві, Катеринославі. 

## Організована злочинність у світі
Згідно з оцінками Інституту стратегічних досліджень при національному університеті оборони у Вашингтоні, найвідомішими є такі злочинні угруповання.
1. Китай, Гонконг і Тайвань з шістьма групами Тріад.
2. Колумбія: Медельїнський картель і картель Калі.
3. Мексика: картель в містах Хуаресі, Тіхуані та картель Гулф.
4. Італія: Сицилійська мафія, Ндрангета в Калабрії, Каморра у Кампанії, «Сакра корона уніта» в Апулії.
5. Японія: Боріокудан (Силова група), відома як Якудза.
6. Туреччина: 12 турецько-курдських кланів.
7. Американська мафія, яка тривалий час діє й у Канаді.
8. Росія: російські та кавказькі угруповання.

Фонд боротьби з корупцією Олексія Навального детально простежив зв'язки Прокуратури Росії із злочинним світом: «генеральна прокуратура РФ діяла і продовжує діяти спільно з одними з найнещадніших бандитських угруповань».
Генпрокурор РФ Юрій Чайка звинувачення Фонда боротьби з корупцією назвав «брехливими та безпідставними» та пообіцяв, що повідомить, «хто стоїть за замовленням так званого розслідування».
З усіх угруповань найбільш організованими та потужними вважаються колумбійські, сицилійські та китайські. Останнім часом російські угруповання становлять конкуренцію іншим злочинним організаціям у глобальному масштабі.